# Augusto Silj
 Augusto Kardinal Silj  (* 9. Juli 1846 in Calcara di Visso, Provinz Perugia, Italien; † 27. Februar 1926 in Rom) war ein Kurienkardinal der römisch-katholischen Kirche.

## Leben
Augusto Silj erhielt seine philosophische, theologische und juristische Ausbildung in Norcia und Rom. Er promovierte sowohl in Kanonischem Recht als auch in Zivilrecht. Nach seiner Priesterweihe arbeitete er als Seelsorger in verschiedenen Gemeinden der Diözese Rom und leitete das Hospiz Dei Convertendi. 1901 wurde er Berater der Konsistorialkongregation, 1904 Berater der Päpstlichen Kommission für die Kodifizierung des Kanonischen Rechts. 1906 ernannte ihn Papst Pius X. zum Päpstlichen Hausprälaten sowie zum Titularerzbischof von Caesarea in Cappadocia. Die Bischofsweihe empfing Augusto Silj durch Kardinal Rafael Merry del Val y Zulueta; Mitkonsekratoren waren Pietro Gasparri, Sekretär der Kongregation für außerordentliche kirchliche Angelegenheiten, und Ercolano Marini, Bischof von Norcia.
1908 wurde Augusto Silj Berater der Ratskongregation, 1916 Vize-Camerlengo der Heiligen Römischen Kirche. Papst Benedikt XV. nahm ihn am 15. Dezember 1919 als Kardinalpriester mit der Titelkirche Santa Cecilia in das Kardinalskollegium auf und ernannte ihn ein Jahr darauf zum Päpstlichen Vikar des Schreins von Unserer Lieben Frau in Pompeji sowie zum Präfekten des Obersten Gerichtshofes der Apostolischen Signatur. Augusto Kardinal Silj nahm am Konklave des Jahres 1922 teil.
Er starb am 27. Februar 1926 in Rom und wurde auf dem dortigen Friedhof Campo Verano beigesetzt.